# Ash Island (репер)
Юн Джін Йон (кор. 윤진영; нар. 11 серпня 1999), більш відомий під своїм сценічним псевдонімом Ash Island (кор. 애쉬아일랜드, стилізований великими літерами), раніше Clloud (кор. 클라우드), — південнокорейський репер. Він був учасником 2 сезону шоу Mnet High School Rapper, де посів 4 місце. У листопаді 2018 року він приєднався до суб-лейбла The Quiett — Ambition Musik. 22 березня 2019 року він випустив свій дебютний альбом Ash.

## Дискографія

### Студійні альбоми
| Назва                                                                            | Деталі | Пікові позиції у чартах | Продажі                 |
| Назва                                                                            | Деталі | KOR                     | Продажі                 |
| -------------------------------------------------------------------------------- | --- | ----------------------- | ----------------------- |
| Ash                                                                              | - Реліз: 22 березня 2019 - Лейбл: Ambition Musik - Формат: CD, цифрове завантаження Трек-лист 1. «Paranoid» 2. «Valhalla» (발할라) (feat. Hash Swan, Yami Tommy) 3. «Deadstar» (feat. Changmo) 4. «Forgot U» (feat. Bloo) 5. «Submarine» (잠수함) (feat. Tommy Strate) 6. «Q Mark» (feat. EK, Hash Swan) 7. «Fall»                                                                                 | 11                      | - Південна Корея: 2,424 |
| Island                                                                           | - Реліз: 5 березня 2021 - Лейбл: Ambition Musik - Формат: CD, цифрове завантаження Трек-лист 1. «Melody» (멜로디) 2. «Okay» (feat. Swings) 3. «Over» 4. «A Star Is Born» 5. «Grand Prix» (그랑프리) (feat. Beenzino) 6. «Checks» (feat. Superbee, Jay Park, The Quiett) 7. «Eclipse» 8. «Lonely» 9. «Error» (feat. Loopy) 10. «Beautiful» (feat. Skinny Brown) 11. «One More Night» (feat. lIlBOI) | Н/Д                     | Н/Д                     |
| «—» релізи, що не потрапили у чарти або не були випущені у відповідних регіонах. | |                         |                         |

### Сингли
| Назва                                                                            | Рік                    | Пікові позиції у чартах | Альбом                 |
| Назва                                                                            | Рік                    | KOR                     | Альбом                 |
| Як головний виконавець                                                           | Як головний виконавець | Як головний виконавець  | Як головний виконавець |
| -------------------------------------------------------------------------------- | ---------------------- | ----------------------- | ---------------------- |
| «Night Vibe (Remake)»                                                            | 2018                   | —                       | Сингли поза альбомом   |
| «How R U»                                                                        | 2018                   | —                       | Сингли поза альбомом   |
| «Deadstar» feat. Changmo                                                         | 2018                   | —                       | Сингли поза альбомом   |
| «Forgot U» feat. Bloo                                                            | 2019                   | —                       | Ash                    |
| «Paranoid»                                                                       | 2019                   | —                       | Ash                    |
| «Nightmare» (악몽)                                                               | 2019                   | —                       | Сингли поза альбомом   |
| «Paranoid Remix» feat. Changmo, Paul Blanco                                      | 2019                   | —                       | Сингли поза альбомом   |
| «Empty Head»                                                                     | 2019                   | —                       | Сингли поза альбомом   |
| «Error» feat. Loopy                                                              | 2020                   | 61                      | Island                 |
| «Melody» (멜로디)                                                                | 2021                   | 21                      | Island                 |
| «Grand Prix» (그랑프리) feat. Beenzino                                           | 2021                   | 137                     | Island                 |
| «One More Night» feat. Lil Boi                                                   | 2021                   | 162                     | Island                 |
| «NOYB» (신경꺼)                                                                  | 2021                   | 155                     | More Island            |
| «Because»                                                                        | 2022                   | 67                      | Сингли поза альбомом   |
| «Everything»                                                                     | 2022                   | 157                     | Сингли поза альбомом   |
| Колаборації                                                                      |                        |                         |                        |
| «Bition Boyz» with Hash Swan, Kim Hyo-eun, Changmo                               | 2019                   | —                       | Сингли поза альбомом   |
| «Band» with Changmo, Hash Swan, Kim Hyo-eun                                      | 2019                   | 30                      | Сингли поза альбомом   |
| «Beer» (비워) with Changmo, Hash Swan, Kim Hyo-eun, Leellamarz, The Quiett       | 2019                   | 43                      | Сингли поза альбомом   |
| «Bition Way» with Leellamarz, Zene The Zilla, The Quiett                         | 2019                   | —                       | Сингли поза альбомом   |
| «Pay Day» with Changmo, Junggigo                                                 | 2020                   | 83                      | Сингли поза альбомом   |
| «Don't Go» with Chanmina                                                         | 2022                   | —                       | Сингли поза альбомом   |
| «—» релізи, що не потрапили у чарти або не були випущені у відповідних регіонах. |                        |                         |                        |

## Нагороди і номінації
| Нагорода                | Рік  | Категорія                       | Номінант / робота | Результат | Прим. |
| ----------------------- | ---- | ------------------------------- | ----------------- | --------- | ----- |
| Korean Hip-hop Awards   | 2020 | New Artist of the Year          | Ash Island        | Перемога  |       |
| Golden Disc Awards      | 2022 | Seezn Most Popular Artist Award | Ash Island        | Номінація | [ 9 ] |
| Melon Music Awards      | 2021 | Top 10 Artists (Bonsang)        | Ash Island        | Перемога  |       |
| Mnet Asian Music Awards | 2021 | Best HipHop & Urban Music       | Ash Island        | Перемога  |       |
| Seoul Music Awards      | 2022 | R&B / Hip-Hop Award             | Ash Island        | Номінація |       |